# Future of Humanity Institute
Pour les articles homonymes, voir FHI.
Le Future of Humanity Institute (FHI, Institut pour l'avenir de l'Humanité) était un centre de recherche interdisciplinaire de l'université d'Oxford, se consacrant aux questions concernant l'humanité et son avenir. Il fut fondé en 2005 comme une unité de la faculté de philosophie et de l'Oxford Martin School (en). Dirigé par le philosophe Nick Bostrom, son équipe de recherche inclut le futurologue Anders Sandberg, l'ingénieur Kim Eric Drexler, l'économiste Robin Hanson, et Toby Ord, le fondateur de Giving What We Can. Il a été fermé le 16 avril 2024 du fait d'obstacles administratifs.
Partageant des locaux et travaillant en collaboration avec le Centre for Effective Altruism, l’objectif de l’Institut était d’orienter les recherches vers le plus grand bien pour l’humanité à long terme,. Il était engagé dans des activités académiques, mais aussi dans la promotion de discussions et d’analyses informées au sein d’organisations gouvernementales, commerciales, et autres.

## Historique
Nick Bostrom a créé l’Institut en novembre 2005, comme une unité de l'Oxford Martin School (en) (à l'époque, la James Martin 21st Century School). Entre 2008 et 2010, le FHI hébergea la conférence sur les risques de catastrophe planétaire, écrivit 22 articles pour des journaux académiques, et publia 34 chapitres dans des ouvrages collectifs ; les chercheurs du FHI ont été mentionnés plus de 5 000 fois dans les médias, et il a fourni des analyses et des conseils au forum économique mondial, à des organisations privées ou à but non lucratif, comme la fondation MacArthur, et l'Organisation mondiale de la santé), ainsi qu'à des organisations gouvernementales en Suède, à Singapour, en Belgique, au Royaume-uni, et aux États-unis. Nick Bostrom et le bioéthiste Julian Savulescu (en) ont également publié Human Enhancement en mars 2009. Plus récemment, le FHI s'est concentré sur les dangers de l'intelligence artificielle (forte). En 2014, ses chercheurs ont publié plusieurs livres sur les risques créés par l'IA, parmi lesquels Smarter Than Us, de Stuart Armstrong, et Superintelligence : Paths, Dangers, Strategies, de Nick Bostrom,.

## Risques existentiels
Les sujets les plus vastes étudiés par le FHI sont les risques de catastrophe planétaire, et en particulier les « risques existentiels ». Dans un article de 2002, Nick Bostrom définit un risque existentiel comme « un évènement qui annihilerait la vie intelligente sur Terre ou réduirait son potentiel de façon drastique et permanente ». Cela englobe des scénarios dans lesquels l'humanité, sans être détruite, échoue à coloniser l'espace et à utiliser les ressources de l'univers observable, comme Bostrom l'expose en 2003 dans son article sur le coût des opportunités manquées.
Dans leur livre de 2008, Global Catastrophic Risks, Bostrom et Milan Ćirković réunissent des essais sur de nombreux risques de catastrophes, naturelles ou créées par l'homme. Les risques naturels, comme le super-volcanisme, les impacts cosmiques, ou encore des évènements astronomiques très énergétiques comme les sursauts gamma ou les supernovas, présentent un risque faible et assez bien compris,, c'est pourquoi le FHI s'intéresse surtout aux risques technologiques tels que le réchauffement climatique, la guerre nucléaire, ou les risques présentées par les nanotechnologies et l'intelligence artificielle, ainsi qu'aux pandémies que pourraient provoquer des armes biologiques. Les chercheurs du FHI ont également étudié l’impact du progrès technologique sur les sociétés et les institutions, allant du totalitarisme à la montée du chômage, et aux risques liés à l’information.

## Raisonnements anthropiques
Le FHI accorde beaucoup d’attention à des menaces exotiques qui ont été peu explorées par d’autres organisations, et aux considérations méthodologiques permettant la prévision et la réduction des risques existentiels. L’Institut a particulièrement insisté sur l’importance dans ce contexte de « raisonnements anthropiques », un domaine encore mal exploré ayant des implications épistémologiques très générales.
Parmi les arguments anthropiques étudiés par le FHI, l'argument de l'apocalypse affirme que l'humanité devrait s'éteindre bientôt, parce que le plus probable est que les humains vivant actuellement sont près du milieu de la distribution des humains qui auront existé. Nick Bostrom a également proposé l’« argument de la simulation », qui suggère que si nos chances d'éviter les risques existentiels sont élevées, il est probable que nous vivions dans une réalité simulée.
Un autre thème récurrent chez les chercheurs du FHI est le paradoxe de Fermi, c’est-à-dire l’absence surprenante de civilisations extraterrestres observables. Robin Hanson en a déduit l’existence d’un « grand filtre » empêchant la colonisation de l’espace, filtre qui pourrait avoir agi dans le passé (si l’intelligence est beaucoup plus rare que nous le pensons) ou dans notre avenir (si les risques existentiels sont suffisamment importants).

## Transhumanisme et rationalité
En liaison étroite avec le travail du FHI sur l’évaluation des risques dus à de nouvelles technologies figurent des travaux sur les promesses et les dangers d’améliorations des êtres humains. Ces modifications peuvent être biologiques, sociologiques, ou utiliser des ressources informatiques ; les études portent surtout sur les hypothèses les plus radicales, plutôt que sur des progrès prévisibles à court terme. Ainsi,
les recherches du FHI en bioéthique étudient les conséquences potentielles de la thérapie génique, mais aussi des implants cérébraux et des interfaces neuronales, ainsi que du téléchargement de l'esprit.
FHI a également mis l’accent sur les méthodes permettant d’évaluer et d’améliorer l’intelligence et la rationalité, afin de diriger et d’accélérer les progrès sociaux et technologiques. Le travail du FHI sur les sources d’irrationalité, comme les heuristiques de jugement et les biais cognitifs, inclut en particulier une collaboration permanente avec Amlin (en) pour l'étude des risques systémiques découlant de biais dans les modèles utilisés,.

## Choix de publications
- Superintelligence: Paths, Dangers, Strategies  (ISBN 0-415-93858-9)
- Nick Bostrom et Milan Cirkovic: Global Catastrophic Risks  (ISBN 978-0-19-857050-9)
- Nick Bostrom et Anders Sandberg: Brain Emulation Roadmap
- Nick Bostrom et Julian Savulescu: Human Enhancement  (ISBN 0-19-929972-2)
- Anthropic Bias: Observation Selection Effects in Science and Philosophy  (ISBN 0-415-93858-9)